# Salif Nogo
Salif Nogo (Ouagadougou, 31 dicembre 1986) è un ex calciatore burkinabé, di ruolo difensore.

## Caratteristiche tecniche
Era un difensore centrale.

## Carriera

### Nazionale
Ha partecipato ai Mondiali Under-20 del 2003.

## Palmarès

### Club

#### Competizioni nazionali
- Coupe du Faso: 1

Ouagadougou: 2005